# Fjälkinge station
Fjälkinge station i Fjälkinge, en knapp mil öster om Kristianstad, var en av de ursprungliga stationerna på Sölvesborg–Kristianstads Järnväg (SCJ), invigd den 8 augusti 1874.
Till 2013 var Fjälkinge station en mötesstation, där tåg kan mötas för att förbättra kapacitet och tidtabell på den enkelspåriga banan, som nu till en blygsam extrakostnad försetts med perrong och väntkur. Fjälkinge station var en av tio nya hållplatser i Skåne och Småland, som tack vare projektet Pågatåg Nordost från december 2013 fick järnvägstrafik med krösatåg eller pågatåg.

## Historia
Den smalspåriga järnvägen breddades till normalspår i mitten av 1950-talet, men behovet av stationen minskade. Persontrafiken upphörde helt i maj 1972, stationen avbemannades 1974 och spåren på bangården togs bort sommaren 1979. Den vikande utvecklingen för Blekinge kustbana vändes med bekväma Kustpilentåg från 1992, elektrifiering 2007, Öresundståg och pågatåg med styv tidtabell, så att behovet av fler mötesstationer på den enkelspåriga banan blev akut. 
När det befintliga mötesspåret utanför Fjälkinge därför behövde förlängas, flyttades det samtidigt närmre tätorten och försågs med en perrong. Sedan tidtabellsskiftet i december 2013 har pågatågen gjort uppehåll, ofta inväntande ett mötande Öresundståg.

## Trafik
Fjälkinge station har idag (2025) en avgång i timmen i vardera riktningen med pågatåg på linjen Kristianstad–Karlshamn och en avgång i timmen med buss på linjen Kristianstad–Bromölla. Färdtiden för buss till Kristianstads centralstation är 19 minuter. Samma sträcka med tåg tar 9 minuter.
Därutöver finns en anropsstyrd linje från Fjälkinge station till Vånga via Barum, som på vardagar 2025 erbjuder 5 turer i vardera riktning.